# Estefanía Beltrán de Heredia
Estefanía Beltrán de Heredia, née le 18 décembre 1960, est une femme politique espagnole membre du Parti nationaliste basque (PNV).
Elle est conseillère à la Sécurité du Gouvernement basque entre 2012 et 2020, date à laquelle elle est désignée sénatrice.

## Biographie

### Vie privée
Elle est mariée.

### Profession
Estefanía Beltrán de Heredia est ingénieure technique dans le domaine agricole, diplômée par l'Université de Navarre.

### Activités politiques
Elle est députée au Parlement basque pour la circonscription d'Alava de 1998 à 2001 puis de 2005 à 2007 et en 2012. De 2007 à 2011 elle est députée chargée de l'Agriculture à la députation forale d'Alava.
Le 14 décembre 2012, elle est nommée conseillère à la Sécurité du Gouvernement basque par le lehendakari Iñigo Urkullu. Elle quitte le gouvernement basque en septembre 2020, date à laquelle elle est désignée sénatrice par le parlement régional. Elle devient porte-parole du groupe des élus PNV.